# Red Bull GmbH
Red Bull GmbH (рус. Ред Булл; red bull в переводе с англ. — «красный бык») — австрийская компания, производитель энергетических напитков (самым известным из них является одноимённый газированный напиток «Red Bull»). Широко известна как спонсор и организатор многочисленных спортивных соревнований в автоспорте, велоспорте, сноубординге, мотоспорте, киберспорте, футболе и других видах.

## История компании
В 1982 году, во время командировки по Восточной Азии, Дитрих Матешиц заинтересовался уже тогда широко там распространёнными энергетическими напитками. Он приобрёл лицензионные права на известную в Таиланде марку «Krating Daeng» (в переводе с тайского «красный бык») и на использование рецепта фирмы «Taisho Pharmaceuticals» (Япония), которая до сих пор производит первоначальный вариант напитка в Таиланде.
В 1984 году Матешиц основал «Red Bull GmbH» с местонахождением в австрийском городе Фушль-ам-Зее. После усовершенствования рецептуры (основными ингредиентами напитка остались кофеин и таурин, но в нем стало меньше сахара и больше газа) и развития маркетинговой программы, в 1987 году напиток появился на рынке. Сегодня «Red Bull» доступен более чем в 160 странах.
В 2001 году из-за высокого содержания кофеина и таурина, последствия употребления смеси которых до сих пор еще комплексно не изучены, было запрещено продавать «Red Bull» во Франции и Дании.
С 1 апреля 2008 года продажи «Red Bull» во Франции были возобновлены, после того как таурин заменили на другую аминокислоту — аргинин (arginine). Компания впервые в истории пошла на корректировку рецептуры «Red Bull».
Обороты компании составляли в 2002 году — 626 млн евро, в 2004 году это были 1,668 млрд евро и в 2006 году уже 2,6 млрд евро. В 2004 году во всем мире потреблялось примерно 1,9 млрд банок «Red Bull» (в каждую секунду примерно 60 штук). В 2006 году эта цифра увеличилась более чем в 3 раза.
В России напиток «Red Bull» присутствует с 1998 года, в 2007 году ему принадлежало 23,9 % рынка в стоимостном выражении (почти вдвое уступал Adrenaline Rush от PepsiCo).

## Маркетинг
Компания является владельцем команд «Red Bull Racing» и «Alpha Tauri» в Формуле-1 и футбольных клубов «Нью-Йорк Ред Буллз» «РБ Лейпциг»  «Ред Булл Зальцбург» и «Ред Булл Бразил» (с 2019 года основной командой в Бразилии стал «Ред Булл Брагантино»). Также является организатором чемпионата по аэробатике «Red Bull Air Race World Series» и чемпионата самодельных летательных аппаратов «Red Bull Flugtag».

## Галерея

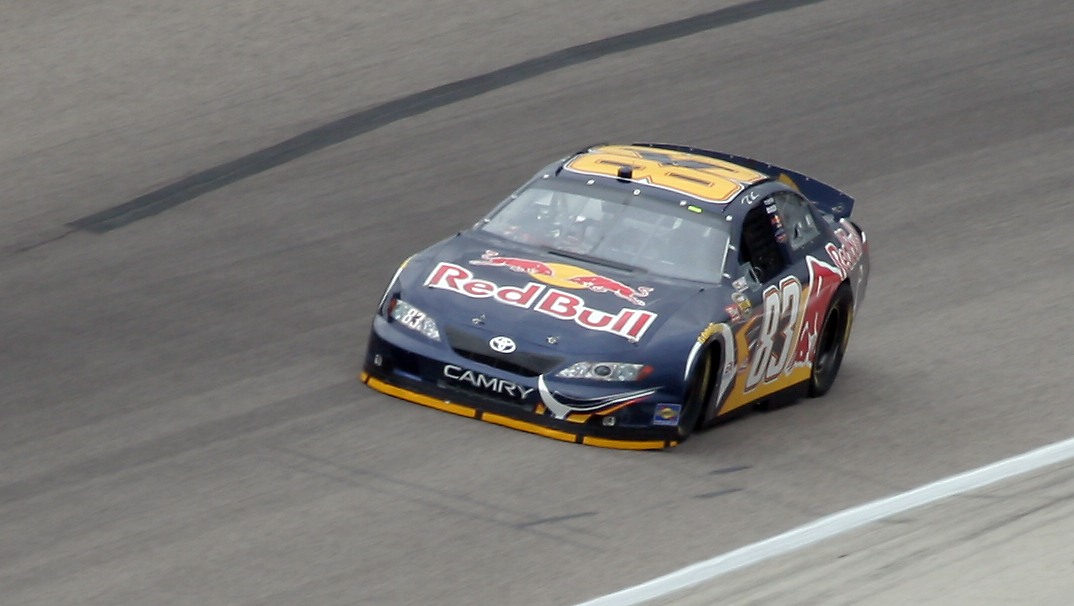
Брайан Викерс, гонщик команды Team Red Bull, во время заезда в Техасе (2007 год, NASCAR Sprint Cup Series)
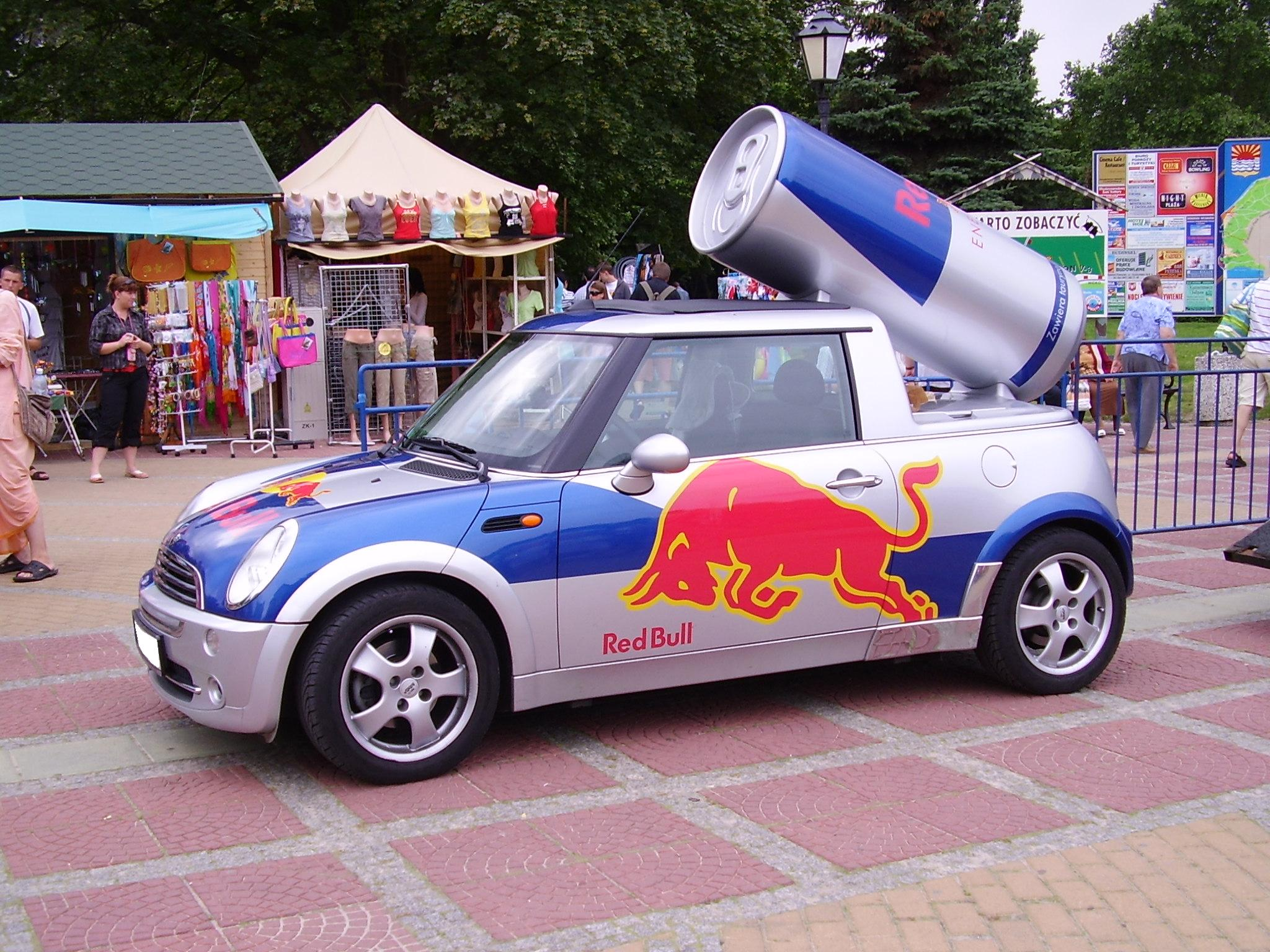
BMW Mini в корпоративной раскраске Red Bull как элемент уличного маркетинга и проведения рекламных кампаний
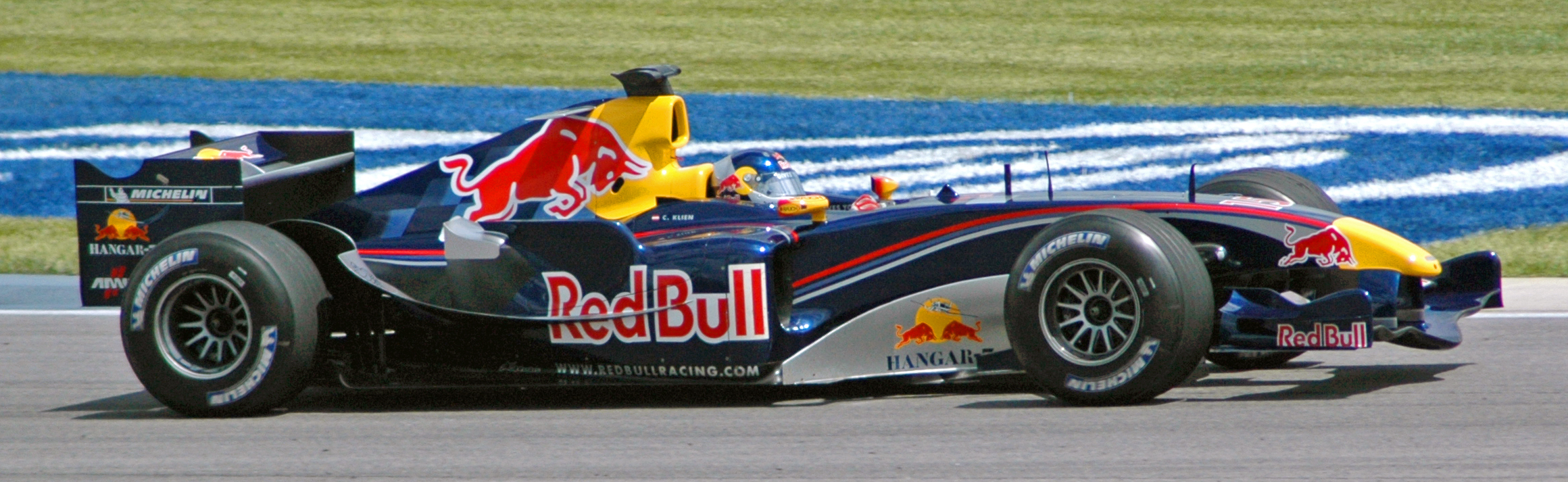
Кристиан Клин, во время практики накануне Гран-при США в 2005 году (команда Red Bull Racing)
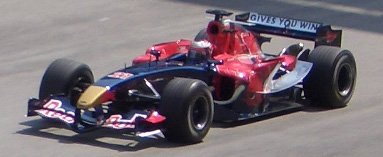
Скотт Спид во время третьей сессии практики Гран-при Малайзии в 2006 году (команда Scuderia Toro Rosso — принадлежит Red Bull)

## Спорт

### Автоспорт

#### Формула-1
действующие команды
- Red Bull Racing
- Racing Bulls S.p.A

упразднённые команды
- Scuderia Toro Rosso
- Scuderia AlphaTauri

#### Чемпионат мира по ралли
- Citroën Total WRT (спонсор команды)

#### GP2
- Arden International
- iSport
- ART Grand Prix

#### ФИА Формула-2
- Red Bull

#### DTM
Red Bull Audi A4 DTM

### Биатлон
Сборная Австрии

### Воздушные гонки
- Red Bull Air Race

### Парапланеризм
- Red Bull X-Alps

### Футбол
- Ред Булл Брагантино (Бразилия)
- Ред Булл Брагантино II (Бразилия)
- Ред Булл Зальцбург (Австрия)
- Ред Булл Нью-Йорк (США)
- Ред Булл Нью-Йорк II (США)
- РБ Лейпциг (Германия)
- ФК Лиферинг (Австрия)
- РБ Омия Ардия (Япония)

### Хоккей с шайбой
- Ред Булл Зальцбург (Австрия)
- Ред Булл Мюнхен (Германия)

### Киберспорт
Спонсор команд
- G2 Esports
- T1
- OG
- Team Spirit
- Astralis
- Karmine Corp
- Ninjas in Pyjamas
- ENCE
- FURIA
- ZETA Division
- Fnatic

Организатор соревнований
- Red Bull League of Its Own
- Red Bull Home Ground
- Red Bull Kumite
- Red Bull Wololo
- Red Bull M.E.O.
- Red Bull Flick
- Red Bull Solo Q

Спонсор соревнований
- League of Legends European Championship (LEC)
- League of Legends World Championship (Worlds)
- Valorant Championship Series Europe, the Middle East and Africa (VCT EMEA)
- Capcom Pro Tour

### Мотофристайл
Red Bull X-Fighters

### Скоростной спуск на коньках
Red Bull Crashed Ice

#### MTB
- Red Bull Rampage
- Red Bull Hardline
- Red Bull Joyride

### Танцы
Red Bull BC One
Red Bull Dance Your Style